# Station Selles-Saint-Denis
Station Selles-Saint-Denis is een spoorwegstation in de Franse gemeente Selles-Saint-Denis.